# Nový Tekov
Nový Tekov é um município da Eslováquia, situado no distrito de Levice, na região de Nitra. Tem 29,7 km² de área e sua população em 2018 foi estimada em 860 habitantes.

## Demografia
| Ano:        | 1994 | 2004    | 2014   | 2024   |
| ----------- | ---- | ------- | ------ | ------ |
| Broj ljudi: | 918  | 822     | 854    | 935    |
| Razlika:    |      | -10,45% | +3,89% | +9,48% |

| Ano:               | 2023 | 2024   |
| ------------------ | ---- | ------ |
| Número de pessoas: | 937  | 935    |
| Diferença:         |      | -0,21% |